# Città levitiche
Secondo la Bibbia, le città levitiche furono un insieme di 48 centri abitati dell'antico Israele destinate alla Tribù di Levi, che ancora non avevano il proprio territorio dopoché le tribù di Israele fecero il loro ingresso nella Terra Promessa.

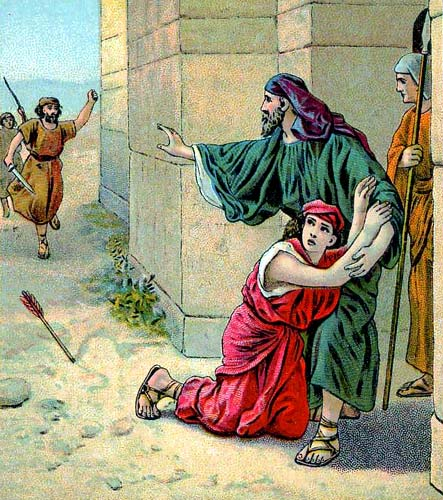
Città di rifugio - illustrazione tratta da una Bible card del 1901, stampa della Providence Lithograph Company

Il Libro di Giosuè narra che il sacerdote Eleazaro, Giosuè, i capifamiglia delle tribù israelitiche divisero le terre a oriente e a occidente del fiume Giordano, rispettando le indicazioni di Mosè (capp. 13 e 14). In un secondo momento (cap. 21), secondo l'indicazione attribuita a Mosè, fra le terre già assegnate alle altre undici tribù furono tirate a sorte i nomi di 48 città-stato con relativa zona agricola circostante. Con il consenso del resto di Israele, furono assegnate ai leviti che andarono ad abitare in questi luoghi.

Numeri (35:1-8) riporta l'ordine dato da Dio a Mosè di creare 48 città per i leviti scelte fra le varie tribù, in proporzione alla loro eredità. Ogni città doveva trovarsi al centro di un territorio circostante di 2.000 cubiti di lato. Fra queste 48 città, 6 dovevano fungere anche da città di rifugio, dove potevano risiedere i colpevoli di omicidio. Giosuè (20:1-6) specifica che la possibilità di asilo era riservata a chi avesse ucciso qualcuno per errore o per inavvertenza.

Secondo la Scrittura, l'assegnazione fra le quattro suddivisioni dei leviti fu la seguente:
- 13 città agli Aroniti (Giosuè 21:21:4, come 1Cronache 6:39-45)
- 10 città ai Keatiti (Giosuè 21:20-26, come 1Cron 6:46)
- 13 città ai Ghersoniti (Giosuè 21:27-33, 1Cron 6:47)
- 12 città ai Merariti (Giosuè 21:34:40, 1Cron 6:48)

Fra queste quarantotto città, le sei città di rifugio furono: 
- Golan, Ramoth, e Bezer, sulla sponda orientale del fiume Giordano (Giosuè 20:8, come Deuteronomio 4:43),
- Kedes, Sichem, e Hebron, sulla sponda occidentale.

Sui territori assegnati con le città vere e proprie, le traduzioni italiane variano da: "città e loro contorni" (Diodati), "città e contado" (Luzzi-Riveduta), "città e pascoli" (C.E.I. - Gerusalemme).

## Localizzazione delle città
Giosuè (21:1-8) e 1 Cronache 6 concordano: sul numero di città assegnate alle quattro discendenze di Levi, e sulla loro provenienza dalle tribù di Israele. 
L'intero primo libro delle Cronache riporta i nomi di due sole delle sei città rifugio (Hebron e Sichem, cap 6).
 
La tabella seguente riflette il testo del Libro di Giosuè al capitolo 21:
| Tribù     | Città levitiche (Bibbia KJV) | Nome romanizzato                   | Discendenza di Levi | Città di rifugio |
| --------- | ---------------------------- | ---------------------------------- | ------------------- | ---------------- |
| Aser      | Abdon                        | Abdon                              | Ghersoniti          |                  |
| Aser      | Helkath                      | Elkat                              | Ghersoniti          |                  |
| Aser      | Mishal                       | Miseal                             | Ghersoniti          |                  |
| Aser      | Rehob                        | Recob                              | Ghersoniti          |                  |
| Beniamino | Almon                        | Almon                              | Aroniti             |                  |
| Beniamino | Anathoth                     | Anatot                             | Aroniti             |                  |
| Beniamino | Geba                         | Ghega                              | Aroniti             |                  |
| Beniamino | Gibeon                       | Gàbaon                             | Aroniti             |                  |
| Dan       | Aijalon                      | Aialon                             | Keatiti             |                  |
| Dan       | Eltekeh                      | Elteke                             | Keatiti             |                  |
| Dan       | Gathrimmon (Tel Gerisa)      | Gat-Rimmon                         | Keatiti             |                  |
| Dan       | Gibbethon                    | Ghibbeton                          | Keatiti             |                  |
| Efraim    | Bethoron                     | Bet-Coron                          | Keatiti             |                  |
| Efraim    | Gezer                        | Ghezer                             | Keatiti             |                  |
| Efraim    | Kibzaim                      | Chibsaim                           | Keatiti             |                  |
| Efraim    | Shechem                      | Sichem                             | Keatiti             | ♦                |
| Gad       | Ramoth in Gilead             | Ramot in Gàlaad                    | Merariti            | ♦                |
| Gad       | Jazer                        | Iazer                              | Merariti            |                  |
| Gad       | Mahanaim                     | Macanaim                           | Merariti            |                  |
| Gad       | Heshbon                      | Chesbon                            | Merariti            |                  |
| Issachar  | Daberath                     | Daberat                            | Ghersoniti          |                  |
| Issachar  | Engannim                     | En-Gannim                          | Ghersoniti          |                  |
| Issachar  | Jarmuth                      | Iarmut                             | Ghersoniti          |                  |
| Issachar  | Kishon                       | Kision                             | Ghersoniti          |                  |
| Giuda     | Ain                          | Ain                                | Aroniti             |                  |
| Giuda     | Bethshemesh                  | Bet-Semes                          | Aroniti             |                  |
| Giuda     | Debir                        | Debir                              | Aroniti             |                  |
| Giuda     | Eshtemoa                     | Estemoa                            | Aroniti             |                  |
| Giuda     | Holon                        | Olon                               | Aroniti             |                  |
| Giuda     | Jattir                       | Iattir                             | Aroniti             |                  |
| Giuda     | Juttah                       | Iutta                              | Aroniti             |                  |
| Giuda     | Hebron (Arba, padre di Anak) | Ebron (Kiriat-Arba, padre di Anak) | Aroniti             | ♦                |
| Giuda     | Libnah                       | Libna                              | Aroniti             |                  |
| Manasse   | Be Eshterah                  | Astarot                            | Ghersoniti          |                  |
| Manasse   | Gathrimmon (2° ripetizione)  | Gatrimmon (Ibleam?)                | Keatiti             |                  |
| Manasse   | Tanach (KJV 21:25)           | Taanach (Riveduta 21:25)           | Keatiti             |                  |
| Manasse   | Golan in Bashan              | Golan in Basan                     | Ghersoniti          | ♦                |
| Neftali   | Hammothdor                   | Ammot-Dor                          | Ghersoniti          |                  |
| Neftali   | Kartan                       | Kartan                             | Ghersoniti          |                  |
| Neftali   | Kedesh in Galilea            | Kades in Galilea                   | Ghersoniti          | ♦                |
| Ruben     | Bezer                        | Bezer                              | Merariti            | ♦                |
| Ruben     | Jahazah (KJV, Joshua 21:36)  | Iaas                               | Merariti            |                  |
| Ruben     | Kedemoth                     | Kedemot                            | Merariti            |                  |
| Ruben     | Mephaath                     | Mefaat                             | Merariti            |                  |
| Simeone   | Vedi Giuda (sopra)           |                                    |                     |                  |
| Zabulon   | Dimnah                       | Dimna                              | Merariti            |                  |
| Zabulon   | Jokneam                      | Iokneam                            | Merariti            |                  |
| Zabulon   | Kartah                       | Karta                              | Merariti            |                  |
| Zabulon   | Nahalal                      | Naalal                             | Merariti            |                  |

## Interpretazione
La profezia (in versi) di Giacobbe sul futuro delle dodici tribù di Israele, nella parte relativa ai figli di Simeone e Levi, è intesa come castigo divino per il massacro compiuto in Sichem (Gen 34:25, ed ereditarietà della colpa). 

In attuazione di queste parole, i Leviti non poterono stabilirsi nelle città finché gli Israeliti non misero piede nella Terra Promessa e finché i territori non furono assegnati ed abitati dalle altre undici tribù.

## Commento
Il biblista Matthew Henry ha commentato che la condanna iniziale di Giacobbe per Levi, si è poi trasformata in una benedizione divina per tutto Israele: 
 la frase che riguarda Levi, è stata trasformata in una benedizione. Tale tribù ha eseguito un "servizio accettabile" quanto allo zelo contro gli adoratori del vitello d'oro (Esodo 32:26). Essendo considerati un'entità a sé stante come sacerdoti di Dio, è in tale veste che si trovavano a vivere sparsi tra le varie tribù di Israele.